# Izquierda Unida de Cantabria
Izquierda Unida de Cantabria (IUC) es la federación regional de la organización política española Izquierda Unida, en la Comunidad Autónoma de Cantabria (España).
Desde junio de 2017, la dirección de IU Cantabria está formada por 12 personas siendo Leticia Martínez la coordinadora general.

## Resultados electorales

### Elecciones autonómicas
| Fecha | Votos  | Votos  | Votos | Escaños | Gobierno  | Posición | Notas                                                                             | Ref.  |
| Fecha | N.º    | %      | ±pp   | Escaños | Gobierno  | Posición | Notas                                                                             | Ref.  |
| ----- | ------ | ------ | ----- | ------- | --------- | -------- | --------------------------------------------------------------------------------- | ----- |
| 1987  | 10 843 | 3,69 % |       | 0/39    |           | 5.º      |                                                                                   |       |
| 1991  | 13 023 | 4,48 % | +0,79 | 0/39    |           | 5.º      |                                                                                   |       |
| 1995  | 23 563 | 7,51 % | +3,03 | 3/39    | Oposición | 5.º      | En 1997, los tres diputados abandonan IU y forman Izquierda Democrática Cántabra. |       |
| 1999  | 11 707 | 3,78 % | -3,73 | 0/39    |           | 4.º      |                                                                                   |       |
| 2003  | 12 770 | 3,77 % | -0,01 | 0/39    |           | 4.º      |                                                                                   |       |
| 2007  | 6511   | 1,91 % | -1,86 | 0/39    |           | 4.º      | Dentro de Convocatoria por Cantabria                                              |       |
| 2011  | 11 277 | 3,32 % | +1.41 | 0/39    |           | 4.º      | Dentro de Izquierda Social y Ecologista                                           |       |
| 2015  | 8246   | 2,54 % | -0,78 | 0/35    |           | 6.º      |                                                                                   |       |
| 2019  | 6204   | 1,90 % | -0,64 | 0/35    |           | 7.º      | Dentro de Marea Cántabra.                                                         |       |
| 2023  | 13 395 | 4,12 % | +2,22 | 0/35    |           | 5.º      | En coalición con Podemos.                                                         | [ 2 ] |